# Puncheur (boxe anglaise)
Un puncheur est un boxeur qui détient une frappe combinant force et vitesse d’exécution conduisant généralement l'adversaire au K.O. sur un seul coup porté. En terme plus technique, on parle de force explosive. Parmi les puncheurs les plus célèbres on peut citer Mike Tyson, George Foreman, Thomas Hearns, Julian Jackson ou Joe Louis, ce dernier étant considéré par Ring Magazine dans un classement établi en 2003 comme le plus gros puncheur de l'histoire de la boxe avec à son actif 69 victoires dont 57 par K.O.
Le classement est discutable selon sa propre idée que l'on se fait d'un puncheur. Un boxeur comme  Evander Holyfield ou Sergey Kovalev par exemple seront plus considérés par certains comme des frappeurs car ils ne mettront pas forcément K.O sur un coup mais détiennent une force de frappe impressionnante sur une série de coups et non sur un coup explosif. Ne pas confondre la force de frappe avec le punch même si le lien est bien présent. En effet certains boxeurs ont une force de frappe qui sonne facilement leurs adversaires qui finissent  par être mis KO sur l'usure et le plus souvent sur un TKO. Le punch demande précision, force, vitesse d’exécution et timing. Pour illustrer les différences de style on peut prendre l'exemple du combat entre Evander Holyfield et George Foreman. Si tous deux sont considérés comme des puncheurs, on voit nettement que le facteur force est prédominant chez Foreman alors que les qualités de vitesse sont en faveur d'Holyfield. Foreman étant en fin de carrière durant ce combat, sa vitesse d’exécution était donc plus élevée dans ses jeunes années, ce qui faisait de lui l'un des plus grands puncheurs de tous les temps.
Un puncheur reste toutefois un boxeur qui détient un pourcentage de fibres rapides (type 1a) plus élevé que la moyenne. Si l'origine du punch est d'ordre génétique, il est toutefois possible d'améliorer cette qualité sans être un puncheur naturel en travaillant entre autres la force explosive et la puissance-vitesse.

## Classement Ring Magazine établi en 2003
Voici le classement des 50 plus gros puncheurs parmi les 100 proposés par Ring Magazine :
1. Mike tyson
2. Sam Langford
3. Jimmy Wilde
4. Archie Moore
5. Sandy Saddler
6. Stanley Ketchel
7. Jack Dempsey
8. Bob Fitzsimmons
9. George Foreman
10. Earnie Shavers
11. Sugar Ray Robinson
12. Ruben Olivares
13. Wilfredo Gomez
14. Rocky Marciano
15. Sonny Liston
16. Joe Louis
17. Bob Foster
18. Thomas Hearns
19. Khaosai Galaxy
20. Alexis Arguello
21. Carlos Zarate
22. Max Baer
23. Rocky Graziano
24. Matthew Saad Muhammad
25. Julian Jackson
26. Danny Lopez
27. Gerald McClellan
28. Roberto Duran
29. Rodrigo Valdez
30. Felix Trinidad
31. Pipino Cuevas
32. James J. Jeffries
33. Lennox Lewis
34. Bennie Briscoe
35. Marvin Hagler
36. Edwin Rosario
37. Tommy Ryan
38. John Mugabi
39. Joe Frazier
40. Carlos Monzon
41. Tony Zale
42. Michael Spinks
43. Joe Gans
44. Elmer Ray
45. George Godfrey
46. Naseem Hamed
47. Alfonso Zamora
48. David Tua
49. Cleveland Williams
50. Julio Cesar Chavez

## Puncheurs après 2003
Le classement Ring Magazine s'étant arrêté à l'année 2003, on peut citer d'autres puncheurs de niveau mondial (détention d'au moins une ceinture mondiale) par le nombre de combats gagnés par K.O. après cette date. Les surnoms attribués aux boxeurs peuvent donner une indication supplémentaire quant à leur puissance de frappe. La liste n'est pas exhaustive :
- Wladimir Klitschko (64 victoires, 53 K.O.) surnommé "Stealhammer" (le marteau de fer)
- Vitaly Klitschko (45 victoires, 41 K.O.) surnommé "Dr Ironfist"
- Deontay Wilder (41 victoires, 40 K.O.) surnommé "Bronze Bomber" (le bombardier de bronze), Champion du monde poids lourds WBC
- Gennady Golovkin (38 victoires, 34 K.O.)
- David Lemieux (40 victoires, 34 K.O.)
- Sergey Kovalev (32 victoires, 28 K.O.) surnommé "krusher" (broyeur)
- Edwin Valero (27 victoires, 27 K.O.) surnommé "Dynamita", Champion du monde poids super-plumes WBA et poids légers WBC
- David Haye (28 victoires, 26 K.O.) surnommé "Hayemaker" (la faucheuse)
- Adonis Stevenson (29 victoires, 24 K.O.) surnommé "Superman", Champion du monde poids mi-lourds WBC
- Keith Thurman (27 victoires, 22 K.O.) surnommé "One Time", Champion du monde poids super-welters WBA
- Anthony Joshua (22 victoires, 21 K.O.), Champion du monde poids lourds WBA, IBF, WBO
- Gervonta Davis (22 victoires, 21 K.O.), Champion du monde poids super-plumes WBA
- Naoya Inoue (18 victoires, 16 K.O), Champion du monde poids coqs WBA, WBO, IBF
- Artur Bertebiev (15 victoires, 15 K.O), Champion du monde poids mi-lourds WBC, IBF

| Tommy (Morrison ou Hearns) |

| Tommy (Morrison ou Hearns) |

## Combats entre puncheurs dans l'histoire de la boxe
Dans l'histoire de la boxe, les puncheurs se sont souvent rencontrés générant des combats brefs, spectaculaires, dramatiques comme soporifiques. Voici quelques affrontements entre puncheurs :

### Poids lourds
- Wladimir Klitschko contre David Haye, le 2 juillet 2011

Un combat très attendu depuis Lennox Lewis VS Mike Tyson de 2002. L'opposition est intéressante de par la différence de taille et de style des 2 boxeurs mais le combat est décevant. Klitschko, comme à son habitude, réussit à maintenir Haye à distance avec son jab ou annule ses attaques par des accrochages.  Les quelques attaques de Haye se terminent souvent par des pertes d'équilibre, prétextant un problème à l'orteil. Le combat se termine aux points, avec la victoire de Klitschko à l'unanimité des juges.
- Lennox Lewis contre Mike Tyson, le 8 juin 2002

Un combat très attendu réunissant le plus grand boxeur poids lourds de la fin des années 1990, Lennox Lewis, et la légende Mike Tyson, légende de la fin des années 1980. La physionomie de combat aurait pu se rapprocher du combat Lewis VS Tua de 2000 puisque Tyson a un gabari identique et un style de boxe similaire à Tua. Malgré l'affiche alléchante, le combat est à sens unique. Tyson démarre en furie pour tenter de mettre Lewis K.O. le plus rapidement possible afin d'éviter que le combat ne dure le plus longtemps possible, ce qui serait à son désavantage. À 1 min 25 s de la fin du 1er round, Tyson balance un direct du gauche qui fait légèrement perdre l'équilibre à Lewis. Ce sera le seul round de gagné par Tyson. À partir du 2e round Lewis prend le contrôle de la situation en maintenant Tyson à distance par ses jabs rapides et puissants et ceci tout au long de la confrontation. N'arrivant pas à casser la distance et prenant de plus en plus de coups au fur et à mesure des rounds, Tyson finit par être mis K.O au 8e round par un puissant direct du droit. 
- Lennox Lewis contre David Tua, le 11 novembre 2000

L'enjeu est intéressant au vu du physique des deux boxeurs, Lewis mesurant 1,96 m contre 1,78 m pour Tua. Mais le combat est ennuyeux car les deux boxeurs prennent le minimum de risques. Tua réussit remarquablement à déstabiliser Lewis par ses esquives plongeant tout le long du combat, empêchant ce dernier de cadrer ses coups. Lewis place toutefois quelques belles frappes sans faire vaciller le physique trapu de Tua. Victoire de Lewis aux points à l'unanimité des juges.
- Mike Tyson contre Donovan Ruddock II, le 20 juin 1991
- Mike Tyson contre Michael Spinks, le 27 juin 1988
- Evander Holyfield contre George Foreman, le 19 avril 1991
- Mike Tyson contre Donovan Ruddock I, le 18 mars 1991
- George Foreman contre Joe Frazier II, le 15 janvier 1976
- George Foreman contre Joe Frazier I, le 22 janvier 1973
- Sonny Liston contre Cleveland Williams II, le 21 mars 1960
- Sonny Liston contre Cleveland Williams I, le 15 avril 1959
- Rocky Marciano contre Archie Moore, le 21 septembre 1955
- Rocky Marciano contre Joe Louis, le 26 octobre 1951

### Super-Welters
- Thomas Hearns contre Roberto Duran, le 15 juin 1984

### Poids moyens
- Gennady Golovkin contre David Lemieux, le 17 octobre 2015
- Nigel Benn contre Gerald McClellan, le 25 février 1995
- Gerald McClellan contre Julian Jackson, le 8 mai 1993
- Marvin Hagler contre Thomas Hearns, le 15 avril 1985
- Marvin Hagler contre Roberto Duran, le 10 novembre 1983
- Sugar Ray Robinson contre Rocky Graziano, Le 16 avril 1952
- Rocky Graziano contre Tony Zale, Le 10 juin 1948